# أوليمب-2

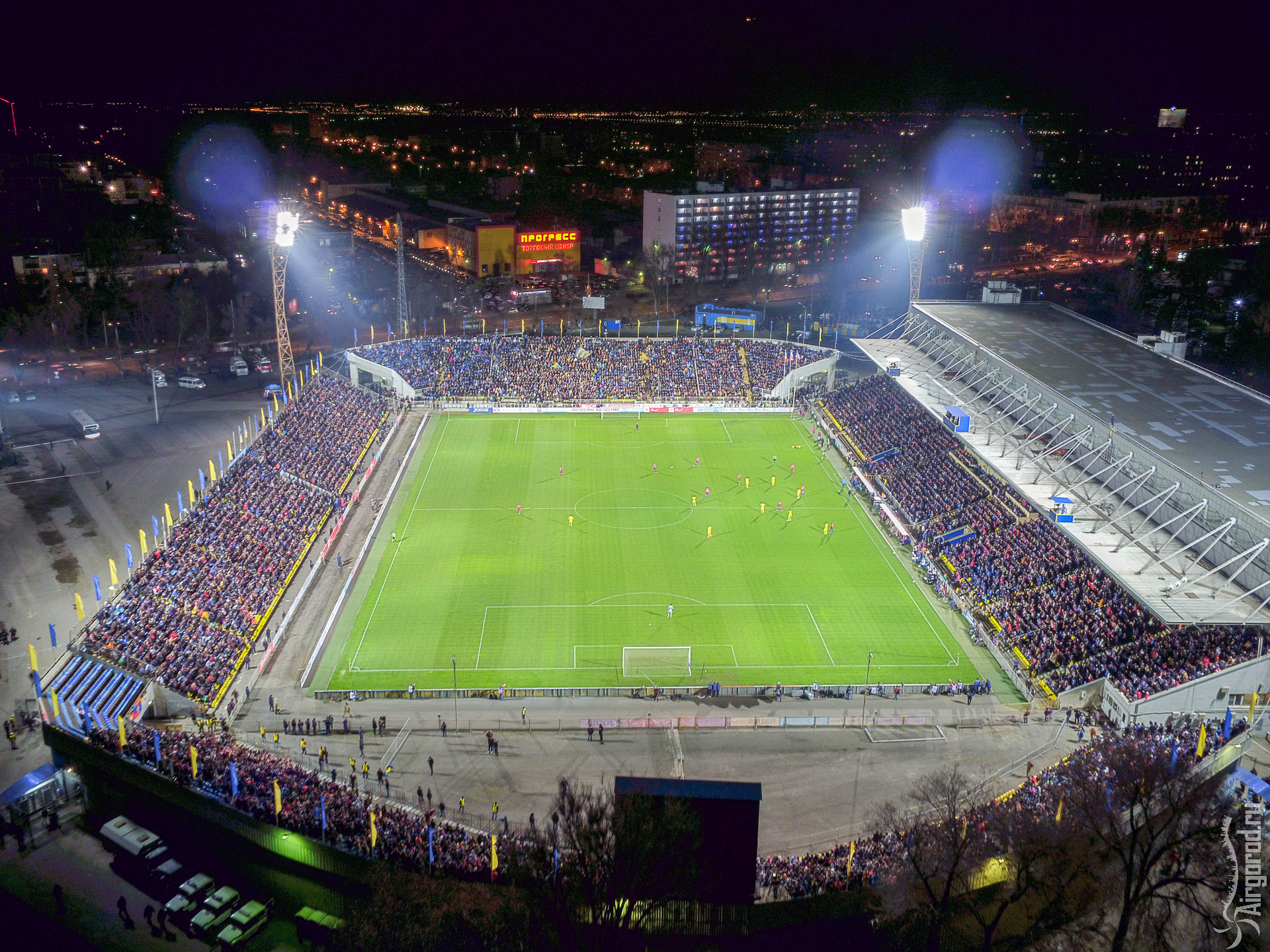
ملعب أوليمب-2

أوليمب-2 ((بالروسية: «Олимп-2»)‏) هو ملعب لكرة قدم في روستوف-نا-دونو، روسيا. وهو الملعب البيتي لنادي روستوف، وفي 1958–1970 كان الملعب البيتي لسكا روستوف-نا-دونو. تبلغ القدرة الاستيعابية الحالية 15,840 بعد أحدث إعادة إعمار في عام 2009.

## روابط خارجية
- الملعب على موقع نادي روستوف (بالروسية)